# Vivat, gardemariny!
Vivat, gardemariny! (Виват, гардемарины!) è un film del 1991 diretto da Svetlana Družinina.

## Trama
Il film mostra l'arrivo in Russia della sposa dell'erede al trono Pietro III.